# Lasy mieńskie
Lasy mieńskie – zwarty kompleks leśny, obejmujący uroczyska Kokoszki, Mienia oraz Pełczanka. 

## Opis
Geograficznie kompleks zlokalizowany jest na Wysoczyźnie Kałuszyńskiej. Administracyjnie teren należy do gminy Cegłów, powiatu mińskiego i województwa mazowieckiego. Na terenie kompleksu leśnego zlokalizowanych jest kilka miejsc  pamięci związanych z walkami w okolicach Mińska Mazowieckiego i Warszawy (1830/1831, 1920, 1939-44), jak również poświęconych pamięci ofiar epidemii (XVIII/XIX w.). Na terenie lasów mieńskich znajduje się jeden z najstarszych rezerwatów przyrody w województwie mazowieckim  rezerwat Jedlina. W XVI wieku teren, na którym znajdują się obecne lasy mieńskie został ofiarowany przez księżną Annę na uposażenie Szpitala Św. Ducha w Warszawie. Po odzyskaniu niepodległości w roku 1918, majątek znalazł się w zarządzie Agencji Gospodarstwa Rolnego i Leśnego przy Zarządzie Miasta Stołecznego Warszawy, choć w dalszym ciągu stanowił uposażenie Fundacji Szpitala Św. Ducha. Po II wojnie światowej, majątek przeszedł w zarząd Lasów Państwowych, które przejęły również lasy sąsiedniego majątku Kuflew, na terenie którego leżała wschodnia rubież dzisiejszego uroczyska Mienia.